# Letališče Turku
Letališče Turku je letališče na Finskem, ki primarno oskrbuje Turku.